# بیرینگبرو
بیرینگبرو (به لاتین: Bjerringbro) یک منطقهٔ مسکونی در دانمارک است که در Viborg Municipality واقع شده‌است.

## خصوصیات
بیرینگبرو ۷٬۵۲۳ نفر جمعیت دارد.

## خواهرخوانده
شهر وال‌اشتت خواهرخواندهٔ بیرینگبرو هست.

## نگارخانه

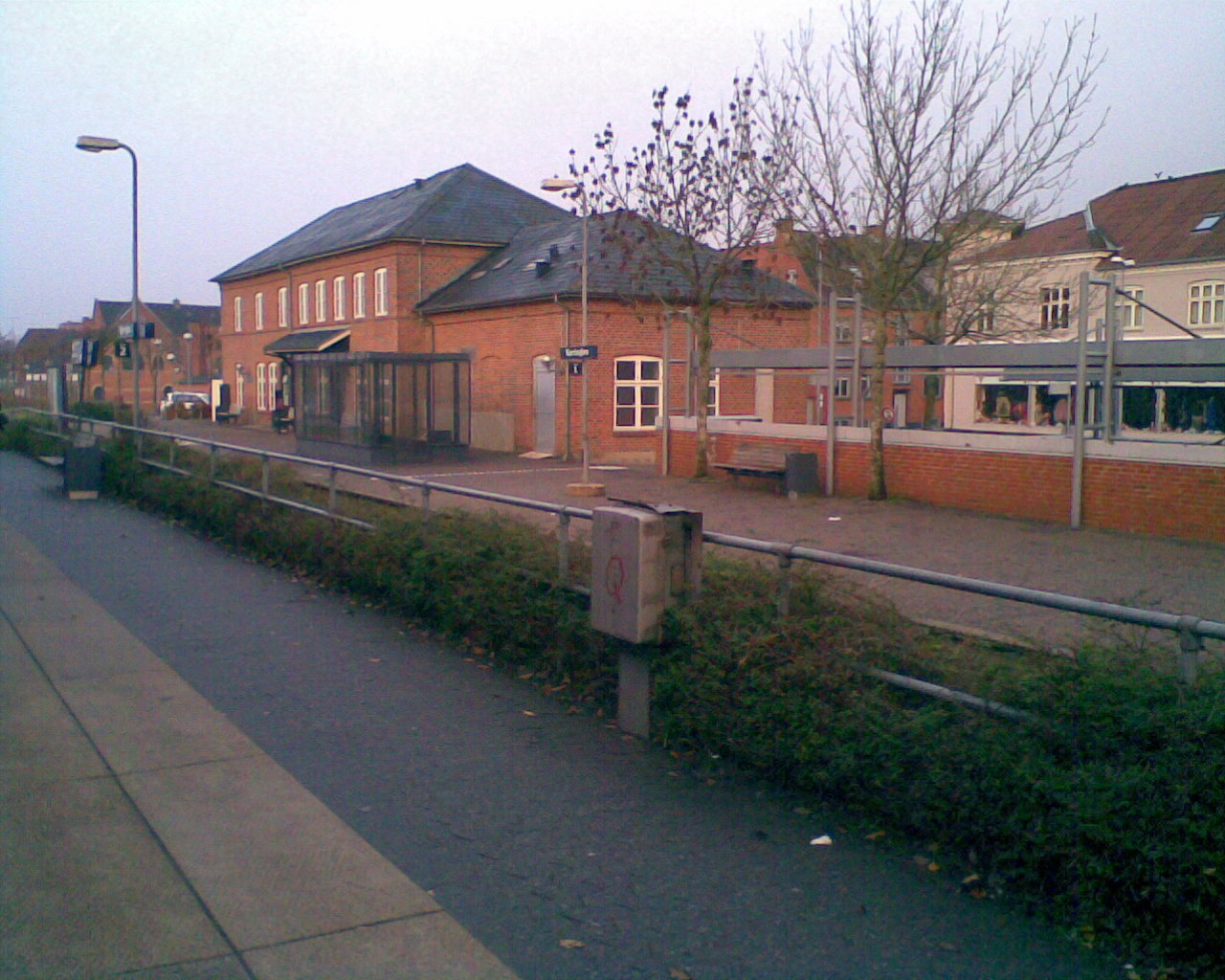
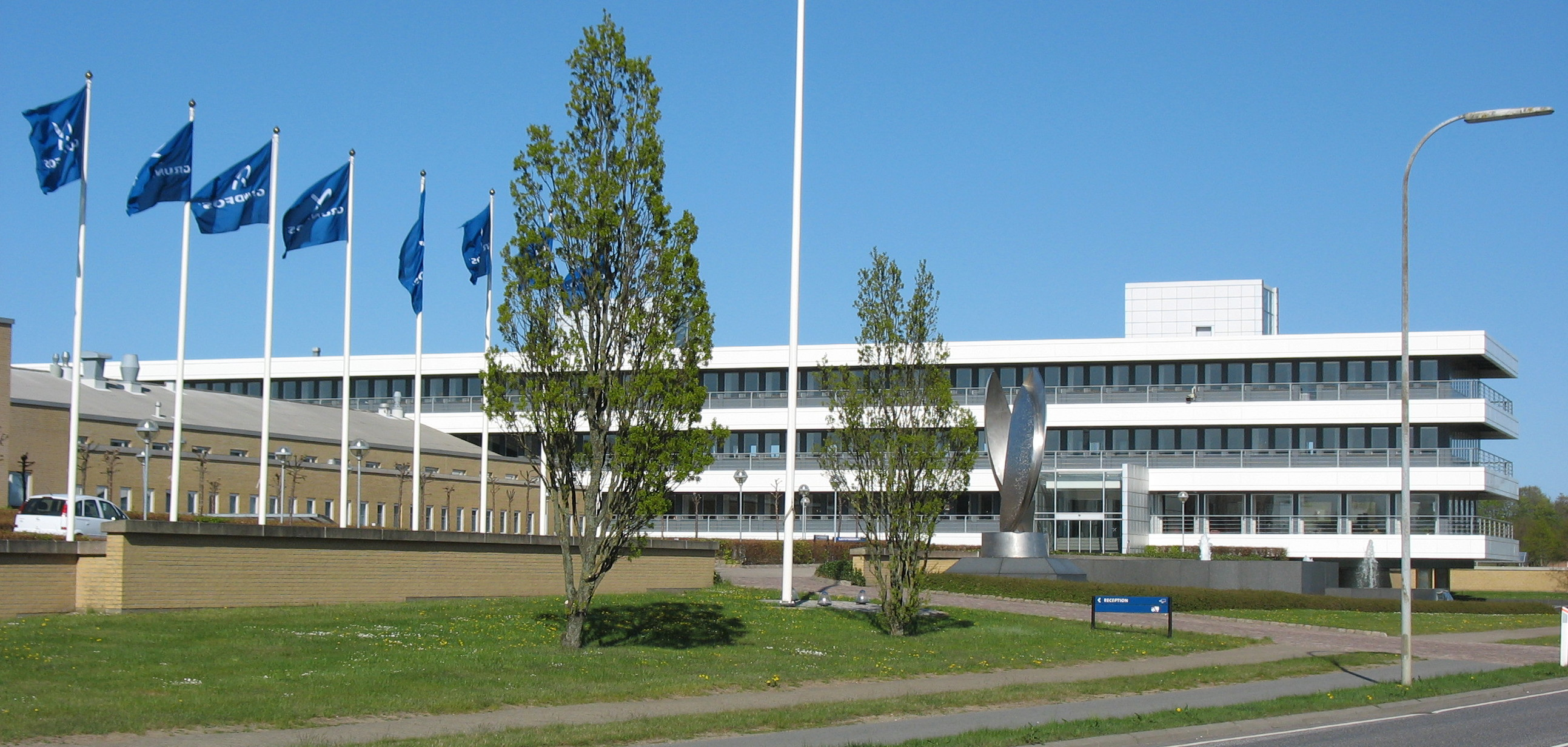
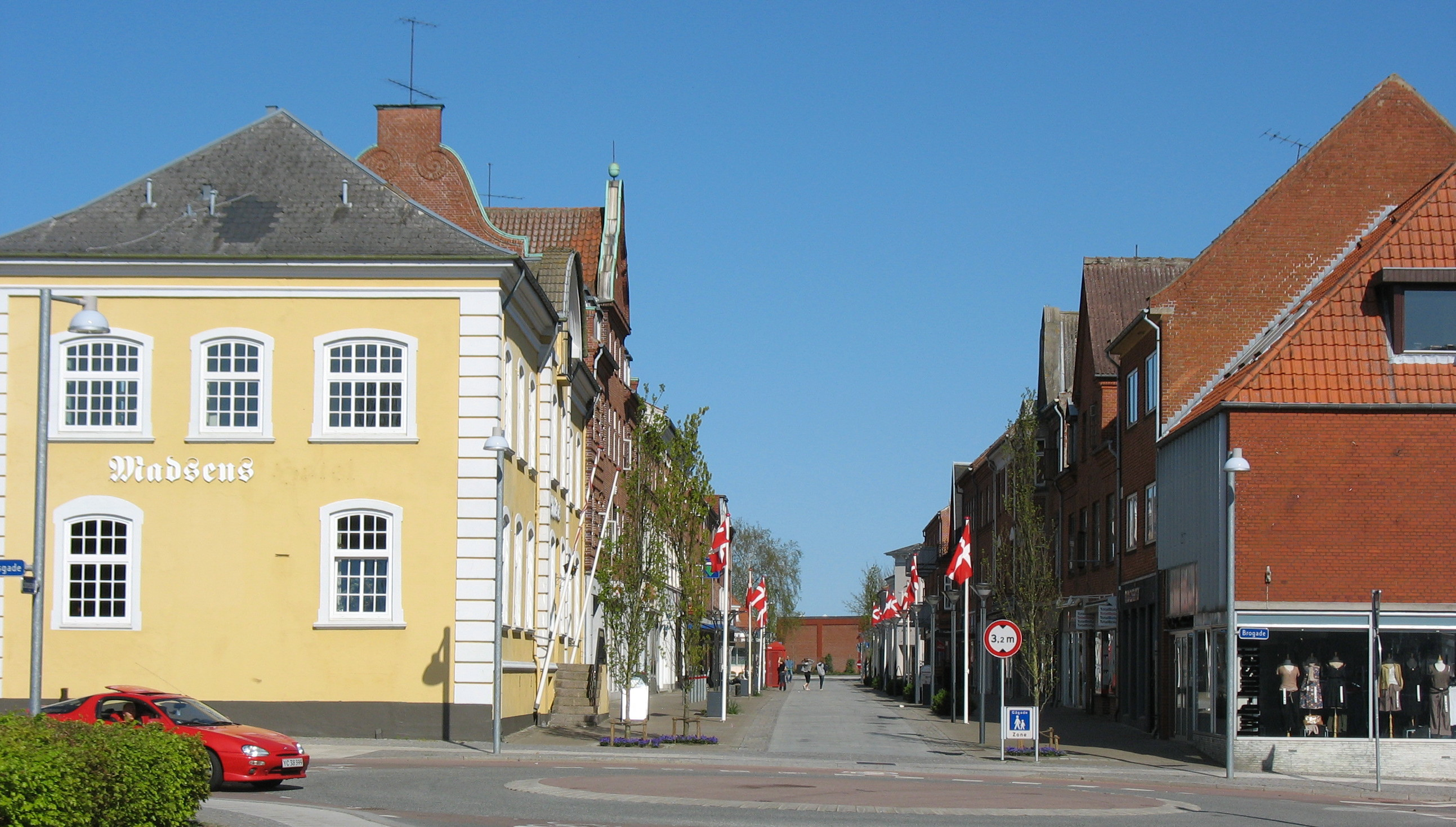
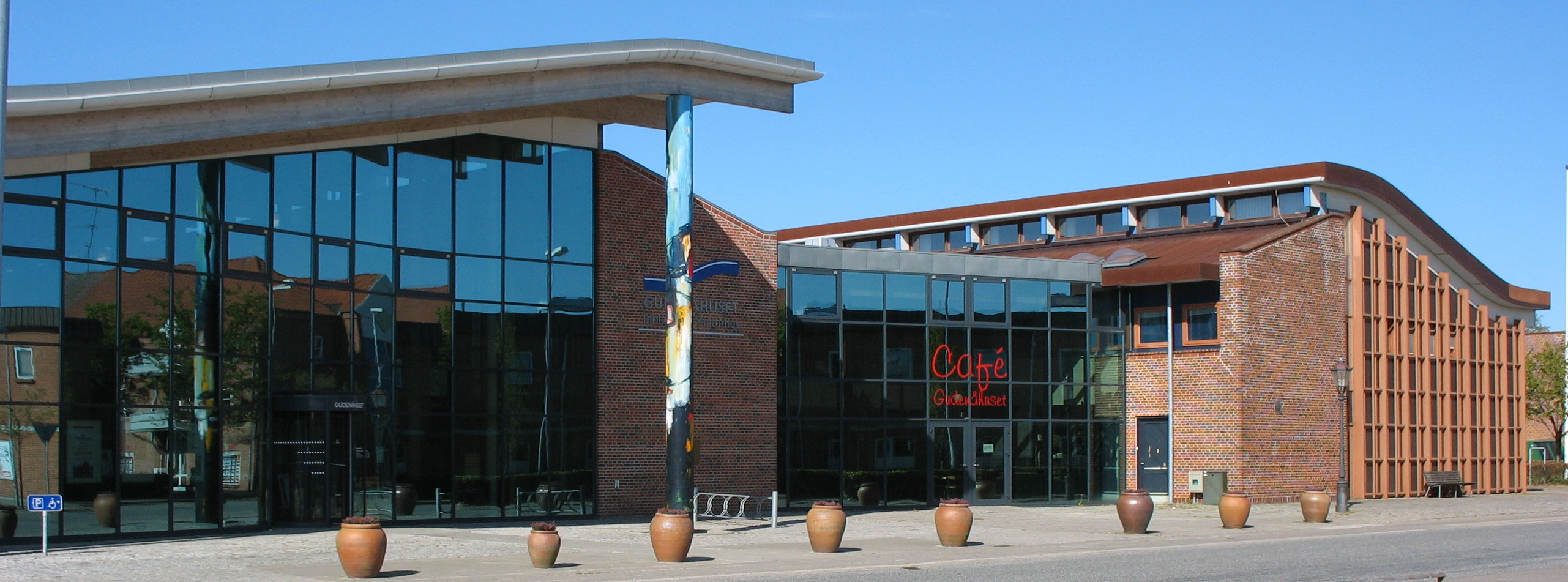